# Фоника
Фо́ника (от др.-греч. φωνικός — звуковой) — звуковая организация художественной речи, а также изучающая её отрасль поэтики. Фонический строй текста во многом определяется особенностями просодии конкретного языка и тенденциями эпохи; в целом внимание к фонике более характерно для поэзии, чем для прозы.

## Звуковая организация речи
Одно из свойств художественной речи — благозвучие, или эвфония, достигаемая благодаря упорядоченному повторению тех или иных звуковых явлений. Сам по себе звуковой материал любой речи ограничен имеющимся в языке количеством фонем, однако если в речи бытовой те или иные их повторы и комбинации возникают непроизвольно, то в речи художественной они используются преднамеренно и целенаправленно, с целью эстетического воздействия. Совокупность всех средств звуковой организации стиха называют инструментовкой.
Основное средство эвфонии — звуковые повторы, различаемые по характеру звуков (аллитерации и ассонансы), их количеству (двойные, тройные и т. п.) и расположению в слове и стихе (анафора, эпифора, стык, кольцо). Инструментовка текста может также основываться на систематическом исключении какого-либо звука (приём липограммы). Иногда помимо структурной, гармонизирующей функции звуковые повторы наделяются функцией семантической; в этом случае имеют место ономатопея (имитация звуковых особенностей явлений действительности), прямое звукоподражание (имитация звуков как таковых) и звуковой символизм (использование звуков, служащих выражению определённой темы или эмоции). Однако вне зависимости от смыслового или эмоционального содержания сам факт наличия в тексте звуковых перекличек обогащает его дополнительными внутренними связями и делает более выразительным.
Некоторые виды повторов могут со временем канонизироваться и, приобретая статус конвенциональных, превращаться в элемент стихосложения. Так, аллитерационный стих определённой структуры характерен для древнего немецкого, исландского и англосаксонского эпоса; на основе гомеоптотона и гомеотелевтона со временем возникла рифма.

## Раздел поэтики
Фоника как учение об использовании звуков в художественной речи основывается на разрабатывавшейся Л. П. Якубинским теории о разделении языка «стихотворного» (то есть, в широком понимании, языка художественной литературы) и языка «практического» (то есть языка повседневного общения). Если в языке бытовом, практическом звуки лишены самостоятельной ценности, то в языке стихотворном, напротив, они являются предметом внимания и обнаруживают свою самоценность.
При фонетическом анализе литературного текста предметом изучения является весь его звуковой состав, общий характер распределения звуковых масс. Звуковые особенности конкретного текста выявляются в сопоставлении как с общенациональными речевыми нормами, так и с характеристиками произведений определённой эпохи и определённого литературного направления (включая другие сочинения того же автора). Важно установить, являются ли обнаруженные отклонения от фонетических норм результатом целенаправленного применения автором соответствующих приёмов, и если да, то какова их функция в тексте. Внимание к звуковой организации текста способствует более глубокому восприятию индивидуального авторского стиля.